# ФК «Сибирь» в сезоне 2014/2015
 «Сибирь» (Новосибирск) в сезоне 2014/15 — статистика выступлений и деятельность клуба в Первом дивизионе Чемпионата России по футболу 2014/15.

## Итоги прошедшего сезона (2013/14)
В первенстве ФНЛ 2013/14 команда «Сибирь» заняла 11-е место, в розыгрыше кубка России вылетела в первом раунде (1/32 финала), проиграв в гостях «Газовику». Лучшим игроком в составе «Сибири» в весенней части Первенства ФНЛ 2013/2014 болельщики признали Максима Астафьева.

## Хронология событий
28 мая 2014 года ФК «Сибирь» прошел лицензирование в Российском футбольном союзе. Клуб получил право на участие в сезоне 2014/2015 гг. в турнирах, проводимых под эгидой РФС.
4 июня футболисты «Сибири» возобновили тренировки и провели на своей базе первую полноценную тренировку.
С 10 по 22 июня прошел сбор в Южной Корее, в рамках которого, впервые в истории клуба, был проведен выставочный матч с командой «Тэджон Ситизен», выступающей в К-лиге Челлендж. Матч закончился вничью — 1:1. Мяч за «орлов» после подачи углового забил Евгений Чеботару.
18 июня контрольный матч «Сибири» с корейским клубом «Тэджон Корейл» завершился вничью — 0:0.
22 июня футболисты «Сибири», завершившие сбор в Южной Корее, вернулись домой и 26 июня приступили к тренировкам в Новосибирске.
30 июня в контрольном матче «Сибирь» со счетом 2:3 уступили барнаульскому «Динамо»
1 июля полузащитник Иван Нагибин подписал контракт с футбольным клубом «Сибирь».
16 сентября главный тренер Сергей Балахнин принял решение уйти из команды. Исполняющий обязанности губернатора Новосибирской области Владимир Городецкий прокомментировал:

Решение об отставке принято по инициативе Балахнина, написавшего заявление об уходе — это мужской поступок…Нужно выходить, стиснув зубы, и бороться через не могу. Задачу на сезон не снимаем — занять место не ниже восьмого.

8 октября клуб достиг договоренности о подписании контракта с новым главным тренером Андреем Гордеевым
10 декабря по итогам голосования болельщиков лучшим игроком «Сибири» на первом этапе Первенства ФНЛ признан полузащитник Максим Астафьев.
10 — 21 января 2015 года команда провела учебно-тренировочный сбор в Новосибирске на базе спорткомплекса «Заря».
24 января — 7 февраля проходил учебно-тренировочный сбор в Крыму на базе «СКИФ», расположенной в с. Новопавловка, где команда сыграла шесть товарищеских игрх: Сатурн — 2:0 (Гладышев, Первов); ТСК — 4:1 (Маркосов (2), Житнев, Беляев); СКА-Энергия — 0:3; СКИФ — 1:0 (Чеботару), 1:0 (Беляев); Кентавр — 1:0 (Выходил).
28 февраля — 12 марта проходил учебно-тренировочный сбор в турецком Белеке, где команда сыграла четыре товарищеские игры: Урал — 1:2 (Маркосов); Зенит-2 — 1:1 (Беляев); Динамо (Минск) — 1:1 (Нагибин); Акжайык — 0:1
14 мая главный тренер Андрей Гордеев покинул расположение команды и вместе с ним покинул старший тренер Николай Ковардаев
 30 мая «Сибирь» завершила сезон победив дома «Волгу». Итоговый результат в Первенстве Футбольной Национальной Лиги 2014/15 — 11-е место. после окончания матча игрокам был представлен новый главный тренер — Борис Стукалов.
 16 июня Лучшим игроком в составе «Сибири» в весенней части Первенства ФНЛ 2014/2015 болельщики признали Виктора Свежова

## Трансферы

### Лето 2014
| Позиция | Игрок             | Прежний клуб    |
| ------- | ----------------- | --------------- |
| Вр      | Николай Цыган     | Спартак-Нальчик |
| Вр      | Даниил Авдюшкин   | Сибирь-2        |
| ПЗ      | Вячеслав Ларенц   | Сибирь-2        |
| ПЗ      | Иван Нагибин      | Уфа             |
| Защ     | Тимофей Маргасов* | Ростов          |
| ПЗ      | Виктор Свежов     | Торпедо         |

| Позиция | Игрок                     | Новый клуб       |
| ------- | ------------------------- | ---------------- |
| Вр      | Евгений Пузин**           | Динамо (Москва)  |
| Вр      | Евгений Малофеев***       | Динамо (Барнаул) |
| ПЗ      | Александр Васильев**      | Ростов           |
| Защ     | Игорь Климов              | Газовик          |
| Защ     | Артём Самсонов***         | Рубин            |
| ПЗ      | Нивалдо Родригес Феррейра | Луч-Энергия      |
| ПЗ      | Патрик Кубицкий***        |                  |
| ПЗ      | Артем Кабанов***          |                  |

* В аренду  

** Из аренды  

*** Покинул клуб на правах свободного агента 

### Зима 2015
| Позиция | Игрок           | Прежний клуб |
| ------- | --------------- | ------------ |
| Защ     | Вячеслав Шишкин | Сибирь-2     |

| Позиция | Игрок           | Новый клуб       |
| ------- | --------------- | ---------------- |
| ПЗ      | Максим Астафьев | Тосно            |
| Нап     | Роман Адамов    | закончил карьеру |

## Первенство России
Победа
 Ничья
 Поражение
Время начала матчей указано московское

### 1-й круг
| 6 июля 2014 г. / воскресенье 1-й тур | Волга                       | 2:0 (1:0) протокол | Сибирь                                                       | Россия, Нижний Новгород                                              |
| 16:00MSK | Кухарчук 43′ · Данилено 90′ | отчёт              | · Астафьев 38' 88' · Выходил 52' · Адамов 47' · Балахнин 48' | Стадион: «Локомотив» Зрителей: 4 000 Судья: Виталий Мешков (Дмитров) |
| Волга: Комаров, Полянин, Джалилов (Уридия, 70), Жестоков (Польчак, 50), Прошин, Саркисов (Миносян, 90+2), Маляка, Козлов, Концедалов, Шуленин, Кухарчук (Даниленко, 76) Сибирь: Цыган, Гладышев (Азаров, 63), Головатенко, Рогочий, Иванов, Выходил (Маркосов, 53), Чеботару, Астафьев, Нагибин (Едунов, 77), Беляев (Дудолев, 46), Адамов Остались в запасе: Трунин, Бухряков, Ларенц |                             |                    |                                                              |                                                                      |

| 12 июля 2014 г. / суббота 2-й тур | Сибирь                                                            | 1:0 (0:0) протокол | Волгарь                         | Россия, Новосибирск                                                        |
| 14:30MSK | Беляев 77′ · Рогочий 35' · Беляев 77' · Чеботару 87' · Азаров 90' | отчёт              | · Кириленко 18' · Кренделев 63' | Стадион: «Спартак» Зрителей: 1 900 Судья: Игорь Низовцев (Нижний Новгород) |
| Сибирь: Цыган, Ларенц, Головатенко, Рогочий, Иванов, Дудолев (Беляев, 59), Выходил (Едунов, 74), Чебатару, Нагибин, Зиновьев (Азаров, 33), Маркосов (Житнев, 90+6) Остались в запасе: Трунин, Бухряков, Скороходов Волгарь: Сикач, Зураев (Денисов, 90+6), Иванов, Жиров, Терехов, Кренделев, Кириленко (Лукьянов, 75), Петрович (Алейник ,76), Коломийченко, Алхазов, Ахба (Веркашанский, 66) |                                                                   |                    |                                 |                                                                            |

| 19 июля 2014 г. / суббота 3-й тур | Газовик                          | 1:1 (1:1) протокол | Сибирь                                                              | Россия, Оренбург                                                                 |
| 17:00MSK | Коронов 45′ (пен.) · Андреев 14' | отчёт              | Нагибин 11′ · Зиновьев 34' · Маркосов 40' · Иванов 44' · Беляев 70' | Стадион: «Газовик» Зрителей: 2 600 Судья: Владислав Безбородов (Санкт-Петербург) |
| Газовик: Абакумов, Полуяхтов, Андреев, Ойеволе, Малых, Афонин, Коронов (Кабутов, 47), Бреев (Климов, 17), Друзин, Парняков (Шогенов, 90), Аппаев (Кобялко, 77) Сибирь: Цыган, Гладышев (Азаров, 63), Головатенко, Рогочий, Иванов, Выходил (Маркосов, 53), Чеботару, Астафьев, Нагибин (Едунов, 77), Беляев (Дудолев, 46), Адамов Остались в запасе: Авдюшкин, Бухряков, Ларенц, Азаров |                                  |                    |                                                                     |                                                                                  |

| 27 июля 2014 г. / воскресенье 4-й тур | Сибирь       | 0:0 протокол | Динамо      | Россия, Новосибирск                                                |
| 14:00MSK | Маргасов 56' | отчёт        | Петухов 34' | Стадион: «Спартак» Зрителей: 2 200 Судья: Сергей Куликов (Саранск) |
| Сибирь: Цыган, Маргасов, Рогочий, Гладышев (Выходил, 60), Головатенко, Иванов, Чебатару, Астафьев, Нагибин (Дудолев, 80), Адамов (Маркосов,70), Беляев (Азаров, 46) Остались в запасе: Авдюшкин, Бухряков, Едунов Динамо: Арсеньев, Гаджибеков, Вихров, Пинчук, Миронов (Козлов, 69), Воробьев, Есин (Савин, 64), Солнцев, Андреев (Матяж, 90+1), Апатин, Петухов (Матрахов, 81) |              |              |             |                                                                    |

| 4 августа 2014 г. / понедельник 5-й тур | Енисей                                                                                          | 4:1 (2:1) протокол | Сибирь                         | Россия, Красноярск                                                         |
| 15:00 MSK | Скворцов 16′ · Гультяев 36′ · Лескано 71′ · Рыжов 88′ · Лешонок 22' · Лескано 52' · Гаглоев 55' | отчёт              | Маргасов 45′ · Головатенко 71' | Стадион: «Центральный» Зрителей: 3 200 Судья: Андрей Фисенко (Владивосток) |
| Енисей: Плотников, Шабаев, Качан, Гультяев, Марущак (Гарбуз, 46), Лайзанс, Е.Иванов (Гаглоев, 46), Лешонок, Харитонов (Рыжов, 76), Скворцов, Лескано (Чадов, 81) Сибирь: Цыган, Маргасов, Рогочий, Головатенко, Выходил, А.Иванов (Зиновьев, 70), Гладышев (Беляев, 62), Астафьев, Чеботару, Нагибин (Маркосов, 73), Адамов Остались в запасе: Авдюшкин, Бухряков, Дудолев, Едунов |                                                                                                 |                    |                                |                                                                            |

| 10 августа 2014 г. / воскресенье 6-й тур | Сибирь                                    | 0:2 (0:2) протокол | Крылья Советов         | Россия, Новосибирск                                                     |
| 16:00 MSK | · Астафьев 31' · Выходил 55' · Едунов 89' | отчёт              | Габулов 7′ · Телес 41′ | Стадион: «Спартак» Зрителей: 3 000 Судья: Виталий Рушаков (Архангельск) |
| Сибирь: Цыган (Авдюшкин, 78), Рогочий, Выходил, Головатенко, Маргасов, Гладышев, Чебатару, Астафьев (Дудолев, 46), Нагибин (Азанов, 82), Зиновьев (Едунов, 59), Адамов Остались в запасе: Ларенц, Маркосов Крылья Советов: Конюхов, Концедалов, Таранов (Баляйкин, 66), Драгун (Надсон, 64), Цаллагов, Бруну Телес, Ятченко, Ткачук (Божин, 90+2), Габулов, Чочиев (Елисеев, 90), Корниленко |                                           |                    |                        |                                                                         |

| 17 августа 2014 г. / воскресенье 7-й тур | Луч-Энергия                                                                      | 2:1 (1:0) протокол | Сибирь                                      | Россия, Владивосток                                               |
| 11:00 MSK | Аверьянов 31′ · Корян 49′ (пен.) · Аверьянов 21' · Ваганов 52' · Кренделев 90+4' | отчёт              | Астафьев 58′ 40' · Иванов 48' · Рогочий 64' | Стадион: «Динамо» Зрителей: 3 300 Судья: Герман Кравченко (Псков) |
| Луч-Энергия: Книга, Славнов, Корян (Клопков, 71), Прокофьев (Мязин, 76), Аверьянов (Кренделев, 55), Джиоев, Семочко, Ваганов, Мирошниченко, Лебедев, Нивалду (Бурченко, 62) Сибирь: Трунин, Иванов (Маркосов, 89), Гладышев, Головатенко, Рогочий (Беляев, 69), Чебогару, Выходил, Зиновьев (Свежов, 31), Астафьев, Нагибин (Житнев, 77), Адамов Остались в запасе: Авдюшкин, Ларенц, Дудолев |                                                                                  |                    |                                             |                                                                   |

| 24 августа 2014 г. / воскресенье 8-й тур | Сибирь                                                         | 2:2 (1:0) протокол | СКА-Энергия                                                                                               | Россия, Новосибирск                                                          |
| 15:00 MSK | Астафьев 28′, 55′ 90+2' · Головатенко 39' 90+3' · Чеботару 65' | отчёт              | Плетин 65′ · Гогуа 90+4′ (пен.) · Кримчарь 23' · Чалов 27' · Кармазиненко 52' · Попов 54' 89' · Эдиев 64' | Стадион: «Спартак» Зрителей: 2 100 Судья: Василий Казарцев (Санкт-Петербург) |
| Сибирь: Цыган, Маргасов, Головатенко, Выходил, Иванов (Дудолев, 42), Гладышев, Свежов (Азаров, 84), Нагибин (Едунов, 66), Чеботару, Астафьев, Адамов (Житнев, 75) Остались в запасе: Авдюшкин, Рогочий, Маркосов СКА-Энергия: Козорез, Трусевич (Кармазиненко, 46), Чалов (Эдиев, 46), Замалиев, Гайдаш, Попов, Рухаиа, Герасимов, Шумейко (Имедашвили, 87), Гогуа, Кричмарь (Плетин, 31) |                                                                |                    | |                                                                              |

| 7 сентября 2014 г. / воскресенье 9-й тур | Химик                               | 2:0 (1:0) протокол | Сибирь       | Россия, Дзержинск                                                      |
| 15:00 MSK | Чернов 4′ · Паштов 87′ · Джикия 41' | отчёт              | · Свежов 88' | Стадион: «Химик» Зрителей: 1 800 Судья: Сергей Иванов (Ростов-на-Дону) |
| Химик: Божович, Шустиков, Джикия, Тагилов, Самсонов, Шилов (Ильин, 46), Костюков (Умарбаев, 46. Гащенков, 83), Карасев (Паштов, 52), Чернов, Федотов С.Кузьмичев (Ильин, 46). Сибирь: Цыган, Маргасов, Выходил, Рогочий, Иванов, Астафьев, Свежов, Едунов (Дудолев, 63), Гладышев (Житнев, 79), Нагибин, Адамов (Маркосов, 67). Остались в запасе: Авдюшкин, Бухряков, Скороходов, Азаров |                                     |                    |              |                                                                        |

| 13 сентября 2014 г. / суббота 10-й тур | Сибирь                       | 0:2 (0:1) протокол | Сокол                       | Россия, Новосибирск                                                  |
| 11:00 MSK | · Зиновьев 18' · Выходил 65' | отчёт              | Молодцов 29′ · Маркелов 49′ | Стадион: «Спартак» Зрителей: 1 500 Судья: Антон Анопа (Благовещенск) |
| Сибирь: Цыган, Маргасов, Головатенко, Выходил, Иванов, Зиновьев (Дудолев, 53), Свежов (Едунов, 70), Нагибин (Житнев, 63), Чеботару, Астафьев, Адамов (Маркосов, 46) Остались в запасе: Авдюшкин, Рогочий, Гладышев Сокол: Федоров, Горбатюк, Столяренко, Молодцов, Семякин, Коротаев (Хубаев, 73), Рябокобыленко (Белоусов, 46), Дутов, Маркелов (Козлов, 57), Павлов (Агапцев, 86), Дегтярев |                              |                    |                             |                                                                      |

| 20 сентября 2014 г. / суббота 11-й тур | Томь                                                   | 1:1 (0:1) протокол | Сибирь                                               | Россия, Томск                                                   |
| 14:00 MSK | Сорокин 90+4′ · Димидко 7' · Голышев 43' · Миланов 46' | отчёт              | Едунов 56′ · Дудолев 21' · Бухряков 45' · Едунов 59' | Стадион: «Труд» Зрителей: 4 100 Судья: Юрий Апонасенко (Москва) |
| Томь: Солосин, Миланов, Бендзь (Сабитов, 77), Йиранек, Темников, Шарипов, Баженов (Сорокин, 46), Башкиров (Нехайчик, 77), Димидко, Голышев, Михалев (Саная, 46) Сибирь: Цыган, Бухряков, Выходил, Головатенко, Астафьев, Дудолев (Скороходов, 65), Гладышев, Чеботару, Едунов (Рогочий, 59), Маркосов (Адамов, 73), Житнев (Нагибин, 77) Остались в запасе: Авдюшкин, Маргасов, Азаров |                                                        |                    |                                                      |                                                                 |

| 29 сентября 2014 г. / понедельник 12-й тур | Сибирь                                                       | 2:1 (1:0) протокол | Тосно                           | Россия, Новосибирск                                                   |
| 16:00 MSK | Маркосов 39′ · Свежов 75′ · Гладышев 80' · Головатенко 90+2' | отчёт              | Зайцев 77′ 78' · Хадарцев 90+3' | Стадион: «Спартак» Зрителей: 2 000 Судья: Владимир Москалев (Воронеж) |
| Сибирь: Цыган, Азаров (Свежов, 37), Головатенко, Бухряков, Рогочий, Едунов, Чеботару, Дудолев (Нагибин, 57), Астафьев, Гладышев, Маркосов Остались в запасе: Трунин, Иванов, Маргасов, Адамов Тосно: Ревишвили, Смирнов (Радченко, 68), Бабенков, Зайцев, Наваловский (Филатов, 83), Романенко, Берхамов (Марцваладзе, 83), Пазин, Причиненко (Горелишвили, 88), Хадарцев, Султонов |                                                              |                    |                                 |                                                                       |

| 5 октября 2014 г. / воскресенье 13-й тур | Тюмень                                                  | 4:1 (1:1) протокол | Сибирь                                                         | Россия, Тюмень                                                      |
| 15:00 MSK | Клейтон 28′ 50′ · Мамтов 80′ · Коробка 90′ · Канаев 78' | отчёт              | Маркосов 43′ · Головатенко 30' · Бухряков 35' 70' · Свежов 75' | Стадион: «Геолог» Зрителей: 1 500 Судья: Александр Егоров (Саранск) |
| Тюмень: Соколов, Павленко, Гузь, Данилов, Шляпкин, Канаев, Клёнкин, Самсонов (Теленков, 52), Мамтов, Клейтон (Барышников, 90), Савин (Коробка, 46) Сибирь: Цыган, Бухряков, Головатенко, Рогочий, Гладышев (Иванов, 70), Астафьев, Чеботару, Едунов (Выходил, 52), Дудолев (Житнев, 43), Маркосов, Адамов (Свежов, 57) Остались в запасе: Трунин, Маргасов, Азаров |                                                         |                    |                                                                |                                                                     |

| 11 октября 2014 г. / суббота 14-й тур | Сахалин                                  | 0:1 (0:0) протокол | Сибирь                                                                                           | Россия, Химки                                                            |
| 15:00 MSK | · Гаглоев 45' · Мамаев 80' · Семёнов 82' | отчёт              | Астафьев 90+2′ · Чеботару 83', (пен.) · Гладышев 50' · Свежов 77' · Цыган 90' · Скороходов 90+2' | Стадион: «Родина» Зрителей: 150 Судья: Кирилл Левников (Санкт-Петербург) |
| Сахалин: Фролов, Джаркава (Кобзарь, 80), Алахвердов, Семенов, Виноградов, Пархоменко (Дроздов, 65), Гаглоев (Михалев, 75), Ходжава, Мамаев, Саталкин, Гогичаев (Ильин, 62) Сибирь: Цыган, Выходил, Иванов, Маргасов, Рогочий, Гладышев (Скороходов, 85), Едунов (Свежов, 59), Астафьев, Чеботару, Адамов, Маркосов (Житнев, 52) Остались в запасе: Трунин, Дудолев, Нагибин, Азаров |                                          |                    |                                                                                                  |                                                                          |

| 19 октября 2014 г. / воскресенье 15-й тур | Сибирь                                              | 3:1 (0:0) протокол | Шинник                      | Россия, Новосибирск                                                    |
| 14:00 MSK | Астафьев 47′ · Житнев 51′ · Свежов 66′ · Иванов 88' | отчёт              | Тимошин 68′ 62' · Гапон 36' | Стадион: «Спартак» Зрителей: 1 000 Судья: Лаша Верулидзе (Владикавказ) |
| Сибирь: Цыган, Маргасов, Головатенко, Выходил, Иванов, Астафьев, Нагибин, Свежов, Чеботару, Гладышев (Скороходов, 89), Житнев Остались в запасе: Трунин, Бухряков, Ларенц, Азаров, Дудолев, Маркосов Шинник: Малышев, Катынсус, Тимошин, Горбатенко, Рылов, Гапон (Щадин, 46), Маляров, Ламанж, Самодин, Гриднев, Подоляк (Деобальд, 65) |                                                     |                    |                             |                                                                        |

| 25 октября 2014 г. / суббота 16-й тур | Анжи                                      | 1:3 (1:3) протокол | Сибирь                                                                           | Россия, Каспийск                                                        |
| 17:00 MSK | Боли 10′ · Комков 12' · Газимагомедов 34' | отчёт              | Житнев 28′ · Выходил 37′ · Иванов 40′ · Житнев 48' · Маргасов 57' · Чеботару 90' | Стадион: «Анжи-Арена» Зрителей: 2 500 Судья: Тимур Арсланбеков (Москва) |
| Анжи: Кержаков, Зотов, Гаджибеков, Айдов, Аравин, Газимагомедов (Сердеров, 72), Максимов, Чуперка (Алиев, 40), Комков (Асильдаров, 60), Леонарду (Мутари, 46), Боли Сибирь: Цыган, Иванов (Скороходов, 59), Выходил, Бухряков, Маргасов, Астафьев, Чеботару, Свежов (Маркосов, 73), Нагибин (Зиновьев, 65), Гладышев, Житнев Остались в запасе: Трунин, Рогочий, Дудолев, Азаров |                                           |                    |                                                                                  |                                                                         |

| 2 ноября 2014 г. / воскресенье 17-й тур | Сибирь                                     | 2:0 (0:0) протокол | Балтика                        | Россия, Новосибирск                                                    |
| 14:00 MSK | Астафьев 57′ · Маркосов 75′ · Астафьев 70' | отчёт              | · Минченков 49' · Алексеев 53' | Стадион: РФЦ «Заря» Зрителей: 3 100 Судья: Станислав Васильев (Ижевск) |
| Сибирь: Цыган, Маргасов, Бухряков, Выходил, Иванов, Гладышев (Скороходов, 85), Чеботару, Свежов, Нагибин (Зиновьев, 77), Астафьев, Житнев (Маркосов, 39) Остались в запасе: Трунин, Рогочий, Головатенко, Беляев Балтика: Шелия, Рытов, Плопа, Запрудских (Гелоян, 75), Васильев, Стоцкий, Каленкович, Зюзин, Алексеев, Овсиенко (Минченков, 46), Зинович (Будаков, 87) |                                            |                    |                                |                                                                        |

### 2-й круг
| 8 ноября 2014 г. / суббота 18-й тур | Волгарь                                 | 2:0 (0:0) протокол | Сибирь         | Россия, Астрахань                                                     |
| 17:00 MSK | Букия 46′ 76′ · Зуйков 67' · Иванов 88' | отчёт              | · Маргасов 45' | Стадион: «Центральный» Зрителей: 1 200 Судья: Сергей Карасев (Москва) |
| Волгарь: Бучнев, Терехов, Жиров, Зуйков, Д.Иванов, Кренделев (Алейник, 60), Лукьянов, Байрамян, Петрович (Денисов, 77), Букия (Догузов, 85), Алхазов (Болов, 63) Сибирь: Цыган, А.Иванов, Маргасов, Выходил, Бухряков, Нагибин, Свежов, Зиновьев (Скороходов, 79), Чеботару (Беляев, 60), Гладышев, Маркосов (Адамов, 60) Остались в запасе: Трунин, Рогочий, Головатенко, Дудолев |                                         |                    |                |                                                                       |

| 14 ноября 2014 г. / пятница 19-й тур | Сибирь                         | 2:1 (0:1) протокол | Газовик                       | Россия, Новосибирск                                                 |
| 16:00 MSK | Свежов 64′ 79′ 43' · Цыган 83' | отчёт              | Андреев 14′ · Ойеволе 40' 71' | Стадион: РФЦ «Заря» Зрителей: 1 700 Судья: Алексей Матюнин (Москва) |
| Сибирь: Цыган, Выходил, Иванов, Маргасов, Бухряков, Астафьев, Свежов (Беляев, 90), Нагибин (Зиновьев, 87), Чеботару, Гладышев, Маркосов (Житнев, 70) Остались в запасе: Трунин, Рогочий, Скороходов, Адамов Газовик: Абакумов, Васиев, Ойеволе, Андреев, Друзин (Климов, 72), Афонин, Коронов (Яковлев, 86), Бреев, Парняков, Кабутов (Шогенов, 69), Аппаев (Кобялко, 81) |                                |                    |                               |                                                                     |

| 18 ноября 2014 г. / вторник 20-й тур | Динамо                                                                        | 2:2 (0:0) протокол | Сибирь                                                | Россия, Санкт-Петербург                                                        |
| 17:00 MSK | Золотаренко 52′ · Андреев 63′ · Воробьев 61' · Золотаренко 70' · Матрахов 90' | отчёт              | Маркосов 49′ · Житнев 87′ · Иванов 51' · Маркосов 58' | Стадион: «Петровский» (МСА) Зрителей: 400 Судья: Владимир Сельдяков (Балашиха) |
| Динамо: Панов, Петухов (Миронов, 76), Чернухин, Гаджибеков, Пискунов, Воробьев, Матрахов, Рогов, Андреев, Умаров (Козлов, 90+2), Золотаренко (Матяш, 73) Сибирь: Цыган, Маргасов, Бухряков, Выходил, Иванов, Гладышев, Чеботару, Нагибин, Астафьев, Зиновьев (Беляев, 46. Скороходов, 71), Маркосов (Житнев, 71) Остались в запасе: Трунин, Головатенко, Рогочий, Ларенц |                                                                               |                    |                                                       |                                                                                |

| 22 ноября 2014 г. / суббота 21-й тур | Сибирь       | 0:0 протокол | Енисей | Россия, Новосибирск                                                      |
| 13:00 MSK | Чеботару 49' | отчёт        |        | Стадион: РФЦ «Заря» Зрителей: 2 000 Судья: Виталий Рушаков (Архангельск) |
| Сибирь: Трунин, Маргасов, Бухряков (Рогочий, 44), Выходил, Головатенко, Гладышев, Чеботару, Нагибин (Беляев, 85), Свежов, Астафьев, Маркосов (Житнев, 63) Остались в запасе: Цыган, Ларенц, Скороходов, Зиновьев Енисей: Плотников, Богдан (Гарбуз, 46), Лешонок (Ломакин, 87), Марков (Скворцов, 81), Галыш, Лайзанс, Чадов (Харитонов, 46), Марущак, Шабаев, Гультяев, Мануковский |              |              |        |                                                                          |

| 14 марта 2015 г. / суббота 22-й тур | Крылья Советов                                   | 2:1 (0:0) протокол | Сибирь                                                             | Россия, Самара                                                                 |
| 12:30 MSK | Ткачук 39′ · Чочиев 53′ · Телес 13' · Яхович 90' | отчёт              | Дудолев 21′ · Свежов 25' · Гладышев 46' · Иванов 65' · Рогочий 78' | Стадион: «Металлург» Зрителей: 7 120 Судья: Василий Казарцев (Санкт-Петербург) |
| Крылья Советов: Конюхов, Бруну Телес, Таранов, Цаллагов, Концедалов, Ткачук (Бурлак, 89), Чочиев (Померко, 76), Горбатенко, Габулов, Драгун, Яхович Сибирь: Цыган, Иванов, Рогочий, Выходил, Маргасов, Дудолев, Свежов (Зиновьев, 74), Гладышев, Едунов (Беляев, 86), Нагибин, Маркосов (Житнев, 74) Остались в запасе: Трунин, Головатенко, Бухряков, Скороходов |                                                  |                    |                                                                    |                                                                                |

| 18 марта 2015 г. / среда 23-й тур | Сибирь                                  | 1:0 (1:0) протокол | Луч-Энергия    | Россия, Новосибирск                                                 |
| 16:00 MSK | Гладышев 38′ · Иванов 76' · Выходил 83' | отчёт              | · Павленко 45' | Стадион: РФЦ «Заря» Зрителей: 2 000 Судья: Роман Галимов (Улан-Удэ) |
| Сибирь: Цыган, Маргасов, Головатенко, Выходил, Иванов (Рогочий, 84), Гладышев, Нагибин, Чеботару, Зиновьев (Скороходов, 46), Дудолев, Маркосов (Житнев, 57) Остались в запасе: Трунин, Бухряков, Едунов, Беляев Луч-Энергия: Довбня, Славнов (Козлов, 71), Бурченко (Акопян, 79), Мязин (Аверьянов, 75), Клопков, Семочко, Гаджибеков, Насадюк (Фелипи, 54), Грачев, Лебедев, Павленко |                                         |                    |                |                                                                     |

| 22 марта 2015 г. / воскресенье 24-й тур | СКА-Энергия                                | 0:0 протокол | Сибирь                                  | Россия, Крымск                                                          |
| 16:00 MSK | Купчин 7' · Попов 28' · Кармазиненко 90+2' | отчёт        | Гладышев 7' · Маргасов 36' · Свежов 64' | Стадион: «Гигант» Зрителей: 800 Судья: Игорь Низовцев (Нижний Новгород) |
| СКА-Энергия: Агапов, Чалов, Попов, Удалый, Купчин, Рухаиа (Аладашвили, 76), Замалиев, Гогуа (Кармазиненко, 82), Трусевич (Плетин, 68), Машуков (Камболов, 45), Джуниор Сибирь: Цыган, Рагочий, Маргасов, Ларенц, Головатенко, Дудолев (Беляев, 90), Нагибин, Гладышев, Чеботару, Свежов, Маркосов (Житнев, 46) Остались в запасе: Трунин, Бухряков, Едунов, Скороходов |                                            |              |                                         |                                                                         |

| 29 марта 2015 г. / воскресенье 25-й тур | Сибирь                                               | 1:1 (1:0) протокол | Химик                                                | Россия, Новосибирск                                                |
| 12:00 MSK | Свежов 17′ · Маркосов 22' · Рогочий 37' · Свежов 53' | отчёт              | Бабенков 70′ · Джикия 45' · Шустиков 64' · Еркин 90' | Стадион: РФЦ «Заря» Зрителей: 1 800 Судья: Сергей Костевич (Курск) |
| Сибирь: Цыган, Ларенц, Рогочий, Выходил, Иванов, Скороходов (Зиновьев, 86), Чеботару, Нагибин, Свежов, Дудолев, Маркосов (Житнев, 87) Остались в запасе: Трунин, Головатенко, Бухряков, Едунов, Беляев Химик: Гавиловский, Тагилов, Бабенков, Чернов, Шустиков, Карасев (Квасов, 65), Зинович, Валикаев (Ильин, 46), Джикия (Столбовой, 68), Гащенков (Еркин, 46), Касьян |                                                      |                    |                                                      |                                                                    |

| 5 апреля 2015 г. / воскресенье 26-й тур | Сокол          | 0:2 (0:1) протокол | Сибирь                                | Россия, Саратов                                                        |
| 17:00 MSK | · Горбатюк 72' | отчёт              | Житнев 29′ · Дудолев 49′ · Иванов 59' | Стадион: «Локомотив» Зрителей: 2 150 Судья: Николай Волошин (Смоленск) |
| Сокол: Барановский (Федоров, 68), Молодцов, Горбатюк, Колодин (Столяренко, 26), Оганесян (Маркелов, 46), Яковлев (Серасхов, 55), Дегтярев, Трубило, Бояров, Дутов, Муллин Сибирь: Цыган, Иванов, Выходил, Маргасов, Головатенко, Гладышев (Ларенц, 81), Дудолев (Зиновьев, 90), Чеботару, Свежов, Нагибин (Скороходов, 75), Житнев (Беляев, 79) Остались в запасе: Трунин, Бухряков, Маркосов |                |                    |                                       |                                                                        |

| 12 апреля 2015 г. / воскресенье 27-й тур | Сибирь                                                              | 1:1 (1:0) протокол | Томь                                                    | Россия, Новосибирск                                                   |
| 12:00 MSK | Чеботару 42′ · Дудолев 24' · Иванов 25' · Свежов 75' · Маргасов 89' | отчёт              | Михалев 58′ · Погребняк 19' · Черевко 20' · Михалев 85' | Стадион: РФЦ «Заря» Зрителей: 3 000 Судья: Тимур Арсланбеков (Москва) |
| Сибирь: Цыган, Иванов, Выходил, Маргасов, Головатенко, Гладышев, Дудолев (Ларенц, 73), Чеботару, Свежов, Нагибин, Житнев (Маркосов, 76, Беляев, 90+2) Остались в запасе: Трунин, Рогочий, Бухряков, Зиновьев Томь: Солосин, Терентьев, Джиоев, Йиранек, Черевко, Башкиров (Димидко, 81), Баженов (Темников, 68), Голышев, Немов, Нехайчик (Сорокин, 57), Погребняк (Михалев, 57) |                                                                     |                    |                                                         |                                                                       |

| 19 апреля 2015 г. / воскресенье 28-й тур | Тосно                                                      | 2:0 (0:0) протокол | Сибирь                           | Россия, Тихвин                                                 |
| 16:00 MSK | Астафьев 55′ · Романенко 62′ · Причиненко 35' · Зайцев 61' | отчёт              | · Головатенко 71' · Гладышев 90' | Стадион: «Кировец» Зрителей: 550 Судья: Игорь Федотов (Москва) |
| Тосно: Нарубин, Наваловский, Смирнов, Тетрашвили, Зайцев, Романенко (Радченко, 90), Берхамов, Причиненко, Бочков (Султонов, 53), Астафьев, Пазин (Фатуллаев, 84) Сибирь: Цыган, Головатенко, Маргасов, Выходил, Ларенц, Дудолев, Чеботару, Гладышев, Зиновьев (Беляев, 56), Нагибин (Маркосов,79), Житнев Остались в запасе: Трунин, Рогочий, Бухряков, Азаров, Едунов |                                                            |                    |                                  |                                                                |

| 25 апреля 2015 г. / суббота 29-й тур | Сибирь                    | 1:0 (1:0) протокол | Тюмень          | Россия, Новосибирск                                              |
| 12:00 MSK | Житнев 25′ · Гладышев 22' | отчёт              | · Пономарев 72' | Стадион: «Спартак» Зрителей: 1 500 Судья: Олег Соколов (Воронеж) |
| Сибирь: Цыган, Маргасов, Рогочий, Выходил, Иванов, Гладышев, Чеботару, Нагибин (Едунов, 87), Свежов, Дудолев (Беляев, 82), Житнев (Маркосов, 79) Остались в запасе: Трунин, Бухряков, Зиновьев, Азаров Тюмень: Соколов, Багаев, Пономарев, Абазов, Павленко (Ламбарский, 66), Кичин, Нежелев (Самсонов, 63), Мамтов, Кленкин (Шляпкин, 75), Теленков, Делькин |                           |                    |                 |                                                                  |

| 3 мая 2015 г. / воскресенье 30-й тур | Сибирь                   | 1:3 (0:1) протокол | Сахалин                                           | Россия, Новосибирск                                             |
| 12:00 MSK | Беляев 85′ · Рогочий 45' | отчёт              | Булыга 29′ · Кобзарь 70′ 90+2′ · Виноградов 45+4' | Стадион: «Спартак» Зрителей: 1 100 Судья: Артем Чистяков (Азов) |
| Сибирь: Трунин, Маргасов, Рогочий, Выходил, Иванов, Чеботару, Гладышев, Нагибин (Беляев, 73), Свежов, Дудолев (Маркосов, 73), Житнев Остались в запасе: Авдюшкин, Головатенко, Бухряков, Азаров, Едунов Сахалин: Фролов, Мищенко, Мамаев, Алахвердов, Хинчагов, Жосан, Кулешов, Гаглоев (Михалев, 86), Виноградов, Булыга, Ходжава (Кобзарь, 59) |                          |                    |                                                   |                                                                 |

| 10 мая 2015 г. / воскресенье 31-й тур | Шинник                                               | 1:0 (0:0) протокол | Сибирь       | Россия, Ярославль                                                   |
| 16:00 MSK | Стешин 50′ · Тимошин 52' · Войдель 77' · Ятченко 80' | отчёт              | · Беляев 85' | Стадион: «Шинник» Зрителей: 1 600 Судья: Тимур Арсланбеков (Москва) |
| Шинник: Малышев, Тимошин, Н'Дри, Стешин, Деобальд, Рылов, Щадин (Подоляк,71), Войдель, Маляров, Ятченко, Низамутдинов (Вовк, 90+2) Сибирь: Цыган, Маргасов, Иванов, Головатенко (Рогочий,88), Выходил, Гладышев, Дудолев, Чеботару, Нагибин (Беляев,46), Свежов, Житнев Остались в запасе: Трунин, Ларенц, Азаров, Едунов, Маркосов |                                                      |                    |              |                                                                     |

| 16 мая 2015 г. / суббота 32-й тур | Сибирь                                                 | 0:2 (0:1) протокол | Анжи                                                        | Россия, Новосибирск                                                        |
| 13:00 MSK | · Свежов 27' · Выходил 48' · Чеботару 55' · Ларенц 65' | отчёт              | Да Силва 17′ · Боли 49′ (пен.) · Зотов 56' · Концедалов 70' | Стадион: «Спартак» Зрителей: 3 000 Судья: Игорь Низовцев (Нижний Новгород) |
| Сибирь: Цыган, Ларенц, Маргасов, Выходил, Иванов (Шишкин,70), Гладышев, Свежов (Маркосов,60), Едунов (Нагибин,50), Дудолев (Азаров,73), Чеботару, Житнёв Остались в запасе: Трунин, Рогочий Анжи: Кержаков, Аравин, Айдов, Гаджибеков, Мутари (Комков,61), Да Силва, Андреев, Чиркин (Тагирбеков,90), Концедалов, Агаларов (Зотов,46), Боли (Асильдаров,75) |                                                        |                    |                                                             |                                                                            |

| 24 мая 2015 г. / воскресенье 33-й тур | Балтика                                           | 1:0 (0:0) протокол | Сибирь                    | Россия, Калининград                                                      |
| 17:00 MSK | Безлихотнов 68′ (пен.) · Нуров 50' · Васильев 85' | отчёт              | · Свежов 65' · Ларенц 90' | Стадион: «Балтика» Зрителей: 2 700 Судья: Михаил Белов (Нижний Новгород) |
| Балтика: Колинько, Овсиенко, Цуканов, Каленкович, Васильев, Шуленин (Ваганов 28), Макаренко, Зюзин (Гацко 72), Нуров (Алексеев 60), Безлихотнов, Базанов (Скавыш 80) Сибирь: Цыган, Выходил, Шишкин, Ларенц, Маргасов, Чеботару, Свежов (Едунов 75), Нагибин, Гладышев (Азаров 72), Дудолев, Житнев (Маркосов 76) Остались в запасе: Трунин, Бухряков |                                                   |                    |                           |                                                                          |

| 30 мая 2015 г. / суббота 34-й тур | Сибирь                                                                                          | 4:3 (2:3) протокол | Волга                                                                             | Россия, Новосибирск                                                   |
| 14:00 MSK | Свежов 31′ · Дудолев 33′ · Нагибин 73′ · Свежов 79′ · Трунин 41' · Выходил 86' · Чеботару 90+3' | отчёт              | Костюков 11′ · Саркисов 34′ 42′ (пен.) · Чурин 60' · Полянин 67' · Буйволов 90+3' | Стадион: «Спартак» Зрителей: 900 Судья: Владимир Сельдяков (Балашиха) |
| Сибирь: Трунин, Маргасов, Ларенц, Выходил, Шишкин, Дудолев (Азаров, 56), Гладышев (Скороходов, 90), Чеботару, Нагибин (Зиновьев, 87), Свежов, Маркосов Остались в запасе: Цыган, Бухряков, Едунов Волга: Комаров, И.Джалилов, Прошин, Жестоков, Буйволов, Полянин, Чурин (Петров, 62), Костюков, Кухарчук (Николаев, 86), Козлов, Саркисов (Даниленко, 79) |                                                                                                 |                    |                                                                                   |                                                                       |

| 18 |

| 11 |

| 11 |

| 11 |

| 14 |

| 16 |

| 17 |

| 16 |

| 17 |

| 17 |

| 17 |

| 16 |

| 16 |

| 15 |

| 14 |

| 13 |

| 13 |

| 13 |

| 10 |

| 10 |

| 11 |

| 12 |

| 10 |

| 11 |

| 9 |

| 8 |

| 9 |

| 9 |

| 9 |

| 10 |

| 10 |

| 11 |

| 13 |

| 11 |

| ФНЛ | Место в таблице |

| ФНЛ | Место в таблице |

### Турнирная таблица
| М  | Команда        | И  | В  | Н  | П  | Мячи    | ±   | О  | Примечания                       |
| -- | -------------- | -- | -- | -- | -- | ------- | --- | -- | -------------------------------- |
| 1  | Крылья Советов | 34 | 22 | 7  | 5  | 53 − 19 | +34 | 73 | Переход в РФПЛ                   |
| 2  | Анжи           | 34 | 22 | 5  | 7  | 60 − 22 | +38 | 71 | Переход в РФПЛ                   |
| 3  | Тосно          | 34 | 20 | 5  | 9  | 50 − 36 | +14 | 65 | Стыковые матчи за переход в РФПЛ |
| 4  | Томь           | 34 | 18 | 10 | 6  | 56 − 34 | +22 | 64 | Стыковые матчи за переход в РФПЛ |
| 5  | Газовик        | 34 | 15 | 13 | 6  | 52 − 31 | +21 | 58 |                                  |
| 6  | Шинник         | 34 | 12 | 17 | 5  | 44 − 33 | +11 | 53 |                                  |
| 7  | Волгарь        | 34 | 13 | 13 | 8  | 48 − 39 | +9  | 52 |                                  |
| 8  | Енисей         | 34 | 11 | 9  | 14 | 39 − 42 | −3  | 42 |                                  |
| 9  | Тюмень         | 34 | 11 | 9  | 14 | 41 − 38 | +3  | 42 |                                  |
| 10 | Луч-Энергия    | 34 | 11 | 9  | 14 | 40 − 46 | −6  | 42 |                                  |
| 11 | Сибирь         | 34 | 11 | 9  | 14 | 35 − 46 | −11 | 42 |                                  |
| 12 | Сокол          | 34 | 10 | 11 | 13 | 38 − 41 | −3  | 41 |                                  |
| 13 | Волга          | 34 | 12 | 4  | 18 | 44 − 57 | −13 | 40 |                                  |
| 14 | СКА-Энергия    | 34 | 8  | 13 | 13 | 32 − 46 | −14 | 37 |                                  |
| 15 | Балтика        | 34 | 8  | 13 | 13 | 25 − 37 | −12 | 37 |                                  |
| 16 | Сахалин        | 34 | 9  | 8  | 17 | 28 − 50 | −22 | 35 | Выбывание в Первенство ПФЛ       |
| 17 | Химик          | 34 | 7  | 6  | 21 | 35 − 59 | −24 | 27 | Выбывание в Первенство ПФЛ       |
| 18 | Динамо         | 34 | 2  | 7  | 25 | 18 − 62 | −44 | 13 | Выбывание в Первенство ПФЛ       |

И — игры, В — выигрыши, Н — ничьи, П — проигрыши, Мячи — забитые и пропущенные голы, ± — разница голов, О — очки

## Кубок России
| 31 августа 2014 г. / воскресенье 1/32 финала | Сибирь                                               | 3:2 (1:0) протокол | Томь                                                                                   | Россия, Новосибирск                                                     |
| 14:00 MSK | Маркосов 5′, 8′ (пен.) · Астафьев 84′ · Маргасов 73' | отчёт              | Баженов 33′ · Голышев 35′ · Межиев 7' · Орехов 66' 69' · Башкиров 69' · Валикаев 90+1' | Стадион: «Спартак» Зрителей: 4 500 Судья: Иван Сараев (Санкт-Петербург) |
| Сибирь: Цыган, Гладышев, Выходил, Бухряков, Маргасов, Свежов, Едунов, Скороходов (Астафьев, 46), Зиновьев (Нагибин, 40), Дудолев (Азаров, 78), Маркосов (Житнев, 63) Остались в запасе: Авдюшкин, Иванов, Ларенц Томь: Межиев, Бендзь, Чичерин, Темников, Орехов, Сабитов, Голышев, Сорокин (Саная, 75), Башкиров, Баженов (Святов, 88), Михалев (Валикаев, 76) |                                                      |                    |                                                                                        |                                                                         |

| 24 сентября 2014 г. / среда 1/16 финала | Сибирь                                                                 | 1:3 (0:1) протокол | Локомотив (М)                                                      | Россия, Новосибирск                                                     |
| 16:00 MSK | Маркосов 80′ · Астафьев 25' · Бухряков 26' · Гладышев 70' · Свежов 71' | отчёт              | Буссуфа 23′ (пен.) · Головатенко 62′-а/г · Ниассе 78′ · Шишкин 51' | Стадион: «Спартак» Зрителей: 10 000 Судья: Андрей Фисенко (Владивосток) |
| Сибирь: Цыган, Маргасов (Скороходов, 75), Бухряков, Головатенко, Выходил, Иванов (Нагибин, 46), Едунов, Астафьев, Житнев (Свежов, 46), Гладышев, Маркосов Остались в запасе: Авдюшкин, Рогочий, Дудолев, Адамов Локомотив (М): Абаев, Шишкин, Чорлука, Пейчинович, Денисов, Шешуков, Буссуфа, Ткачев (Самедов, 76), Мануэл Фернандеш, Майкон, Нияссе |                                                                        |                    |                                                                    |                                                                         |

## Кубок ФНЛ

### Групповой этап
| 12 февраля 2015 г. / четверг 1-й тур | Анжи                                             | 0:2 (0:1) протокол | Сибирь                  | Турция, Белек                                                                   |
| 11:15 MSK | · Абдулавов 49' · Байсонгуров 63' · Дженетов 73' | отчёт              | Иванов 3′ · Нагибин 74′ | Стадион: Тренировочное поле отеля «Кая Палаззо» Судья: Виталий Мешков (Дмитров) |
| Анжи: Дженетов, Курбанов, Удунян, Гасанов, Байсонгуров, Кузьмин, Джамалутдинов, Муслимов (Тен, 72), Фатуллаев, Абдулавов, Мирзаев Сибирь: Цыган, Маргасов, Рогочий, Выходил, Иванов, Гладышев, Чеботару, Свежов, Нагибин, Скороходов (Зиновьев, 46), Маркосов (Беляев, 71) Остались в запасе: Авдюшкин, Ларенц, Бухряков, Головатенко, Едунов, Дудолев, Кувшинов, Первов, Сергеев |                                                  |                    |                         |                                                                                 |

| 14 февраля 2015 г. / суббота 2-й тур | Сибирь                                                                   | 0:2 (0:1) протокол | Тосно                                                                               | Турция, Белек                                                     |
| 13:45 MSK | · Беляев 44', (пен.) · Ларенц 19' 32' · Скороходов 70' · Головатенко 83' | отчёт              | Прокофьев 42′ · Марцваладзе 56′ · Павленко 86', (пен.) · Берхамов 35' · Вотинов 65' | Стадион: Спортивный центр «Беллис» Судья: Сергей Карасёв (Москва) |
| Сибирь: Авдюшкин, Сергеев (Маргасов, 46), Головатенко, Бухряков (Кушнирук, 59), Ларенц, Беляев (Маркосов, 68), Едунов, Кувшинов (Свежов, 68), Дудолев (Скороходов, 68), Гусев, Первов (Зиновьев, 46) Остались в запасе: Трунин Тосно: Ревишвили, Смирнов (Цховребов, 67), Зайцев, Зубейко (Тетрашвили, 46), Наваловский (Филатов, 57), Романенко (Султонов, 46), Хадарцев (Павленко, 46), Берхамов (Пазин, 46), Астафьев (Причиненко, 46), Бочков (Вотинов, 46), Прокофьев (Марцваладзе, 46) |                                                                          |                    |                                                                                     |                                                                   |

| 16 февраля 2015 г. / понедельник 3-й тур | Шинник                      | 0:1 (0:1) протокол | Сибирь                                                               | Турция, Белек                                                                        |
| 13:45 MSK | · Маляров 47' · Войдель 78' | отчёт              | Маркосов 32′ · Гладышев 70' · Свежов 74' · Маргасов 75' · Беляев 85' | Стадион: Тренировочное поле отеля «Кая Палаззо» Судья: Виталий Рушаков (Архангельск) |
| Шинник: Малышев, Гапон, Стешин (Ламанж, 46), Чичерин (Тимошин, 46), Катынсус (Ятченко, 46), Деобальд, Щадин (Сиротов, 46), Рылов, Маляров, Войдель, Низамутдинов Сибирь: Цыган, Маргасов, Рогочий, Выходил (Головатенко, 46), Иванов, Гладышев, Чеботару, Свежов (Едунов, 81), Нагибин (Дудолев, 69), Зиновьев (Скороходов, 51), Маркосов (Беляев, 69) Остались в запасе: Авдюшкин, Бухряков, Дудолев |                             |                    |                                                                      |                                                                                      |

#### Турнирная таблица. Группа «A»
| М | Клуб     | 1   | 2   | 3   | 4   | И | В | Н | П | МЗ | МП | ±М | О |
| - | -------- | --- | --- | --- | --- | - | - | - | - | -- | -- | -- | - |
| 1 | «Сибирь» | -   | 1:0 | 2:0 | 0:2 | 3 | 2 | 0 | 1 | 3  | 2  | +1 | 6 |
| 2 | «Шинник» | 0:1 | -   | 0:0 | 1:0 | 3 | 1 | 1 | 1 | 1  | 1  | 0  | 4 |
| 3 | «Анжи»   | 0:2 | 0:0 | -   | 1:0 | 3 | 1 | 1 | 1 | 1  | 2  | -1 | 4 |
| 4 | «Тосно»  | 2:0 | 0:1 | 0:1 | -   | 3 | 1 | 0 | 2 | 2  | 2  | 0  | 3 |

### Плей-офф
| 19 февраля 2015 г. / четверг Полуфинал | Сибирь                                   | 0:2 (0:2) протокол | Томь                     | Турция, Белек                                                                            |
| 11:45 MSK | · Сергеев 6' · Едунов 23' · Маркосов 67' | отчёт              | Голышев 7′ · Николич 40′ | Стадион: Тренировочное поле отеля «Кая Палаззо» Судья: Сергей Лапочкин (Санкт-Петербург) |
| Сибирь: Авдюшкин (Цыган, 46), Сергеев (Маргасов, 34), Бухряков (Рогочий, 46), Выходил, Ларенц (Иванов, 34), Зиновьев (Гладышев, 46), Едунов (Чеботару, 46), Кувшинов (Свежов, 34), Первов (Нагибин, 34), Скороходов (Дудолев, 46), Беляев (Маркосов, 46) Остались в запасе: Кушнирук Томь: Межиев, Бендзь, Йиранек (Каюков, 81), Терентьев, Черевко (Башилов, 61), Нехайчик (Петраков, 61), Башкиров (Саная, 61), Димидко (Сабитов, 46), Николич (Немов, 46), Баженов (Погребняк, 46), Голышев |                                          |                    |                          |                                                                                          |

| 23 февраля 2015 г. / понедельник За 3-е место | Сибирь | 5:6 (0:0, 2:2, 0:0, 3:4) протокол | Тюмень | Турция, Белек                                                         |
| 17:15 MSK | Головатенко 82′ · Чеботару 84′ · Иванов 64' · Головатенко 78' · Гладышев 82' · Серия пенальти: · Едунов (вратарь) · Нагибин · Чеботару · Головатенко (вратарь) · Зиновьев | отчёт                             | Шляпкин 68′ · Ламбарский 88′ · Павленко 72' · Мамтов 80' · Серия пенальти: · Павленко · Мамтов · Данилов · Багаев (вратарь) · Ламбарский | Стадион: Спортивный центр «Беллис» Судья: Владимир Москалёв (Воронеж) |
| Сибирь: Цыган, Маргасов (Головатенко, 73), Рогочий, Выходил, Иванов, Гладышев, Чеботару, Нагибин, Свежов (Едунов, 81), Дудолев (Зиновьев, 57), Маркосов (Беляев, 66) Остались в запасе: Авдюшкин, Ларенц, Бухряков, Азаров, Скороходов Тюмень: Соколов, Багаев, Понамарёв, Клёнкин (Полин, 66), Самсонов (Голяткин, 46), Клейтон (Шляпкин, 46), Нежелев (данилов, 66), Павленко, Теленков, Делькин (Ламбарский, 46), Кулешов (Мамтов, 46) | |                                   | |                                                                       |

## Состав
| №  | Имя                | Поз | Игр | Мин  | Г   | ЖК | КК | Примечание         |
| -- | ------------------ | --- | --- | ---- | --- | -- | -- | ------------------ |
| 1  | Илья Трунин        | Врт | 4   | 360  | -8  | 1  |    |                    |
| 20 | Даниил Авдюшкин    | Врт | 1   | 12   |     |    |    |                    |
| 22 | Николай Цыган      | Врт | 30  | 2688 | -38 | 1  |    |                    |
| 4  | Томаш Выходил      | Защ | 32  | 2715 | 1   | 6  |    |                    |
| 5  | Виктор Головатенко | Защ | 20  | 1798 |     | 5  | 1  |                    |
| 14 | Антон Рогочий      | Защ | 20  | 1504 |     | 5  |    |                    |
| 17 | Денис Бухряков     | Защ | 9   | 744  |     | 2  | 1  |                    |
| 34 | Тимофей Маргасов   | Защ | 26  | 2340 | 1   | 5  |    | заявлен с 25.07.14 |
| 44 | Вячеслав Ларенц    | Защ | 9   | 654  |     | 2  |    |                    |
| 59 | Андрей Иванов      | Защ | 26  | 2145 | 1   | 8  |    |                    |
| 93 | Вячеслав Шишкин    | Защ | 3   | 200  |     |    |    | заявлен с 25.02.15 |
| 10 | Иван Нагибин       | ПЗ  | 32  | 2429 | 2   |    |    |                    |
| 11 | Алексей Едунов     | ПЗ  | 15  | 581  | 1   | 2  |    |                    |
| 18 | Артем Дудолев      | ПЗ  | 24  | 1527 | 3   | 2  |    |                    |
| 19 | Владимир Азаров    | ПЗ  | 9   | 247  |     | 1  |    |                    |
| 32 | Денис Скороходов   | ПЗ  | 11  | 241  |     | 1  |    |                    |
| 37 | Евгений Чеботару   | ПЗ  | 32  | 2850 | 1   | 6  |    |                    |
| 52 | Евгений Зиновьев   | ПЗ  | 18  | 538  |     | 2  |    |                    |
| 55 | Алексей Гладышев   | ПЗ  | 31  | 2637 | 1   | 7  |    |                    |
| 88 | Максим Астафьев    | ПЗ  | 19  | 1665 | 6   | 4  | 1  | отзаявлен 31.12.14 |
| 91 | Виктор Свежов      | ПЗ  | 24  | 1868 | 7   | 10 |    | заявлен с 13.08.14 |
| 7  | Роман Беляев       | Нап | 18  | 390  | 2   | 2  | 1  |                    |
| 9  | Максим Житнев      | Нап | 26  | 1278 | 5   | 1  |    |                    |
| 21 | Роман Адамов       | Нап | 12  | 768  |     |    | 1  | отзаявлен 31.12.14 |
| 99 | Михаил Маркосов    | Нап | 29  | 1412 | 4   | 3  |    |                    |

Генеральный директор —  Константин Кричевский
Главный тренер — Сергей Балахнин (ушёл 16.09.2014),  Андрей Гордеев (пришёл 08.10.2014 и ушёл 14.05.2015)
Тренеры —  Сергей Кирсанов,  Николай Южанов (ушёл 16.09.2014),  Николай Ковардаев (пришёл 08.10.2014 и ушёл 14.05.2015)
Тренер вратарей —  Александр Ерохин
Спортивный директор —  Лев Стрелков

## «Сибирь-2»

### Кубок России
| Стадия турнира | Дата     | Место проведения | Команда противника | Счёт        | Голы                                                              |
| -------------- | -------- | ---------------- | ------------------ | ----------- | ----------------------------------------------------------------- |
| 1/256 финала   | 14.07.14 | В гостях         | Байкал             | 2 : 4 (1:3) | Сергеев (17), Гончаров (50) — Кириллов (2, 85), Некрасов (11, 20) |

### Чемпионат России
Команда «Сибирь-2» принимала участие в зоне «Восток» первенства ПФЛ.
| Дата     | Место проведения | Команда противника | Счёт        | Голы                                                                          |
| -------- | ---------------- | ------------------ | ----------- | ----------------------------------------------------------------------------- |
| 19.07.14 | Дома             | Динамо             | 1 : 3 (1:1) | Ерлин (9) — Завьялов (19), Щербаков (47, 54)                                  |
| 22.07.14 | Дома             | Металлург          | 2 : 2 (1:1) | Сергеев (37), Ерлин (74 с пен.) — Волгин (1), Киселев (48)                    |
| 30.07.14 | В гостях         | Смена              | 1 : 0 (0:0) | Первов (90)                                                                   |
| 02.08.14 | В гостях         | Якутия             | 1 : 2 (1:1) | Сергеев (39) — Булановский (4), Мальцев (87)                                  |
| 10.08.14 | Дома             | Чита               | 2 : 3 (2:1) | Ерлин (8), Сергеев (12) — Зуев (10), Дудкин (50), Беличенко (71)              |
| 13.08.14 | Дома             | Байкал             | 0 : 1 (0:0) | Авагимян (48)                                                                 |
| 23.08.14 | В гостях         | Томь-2             | 2 : 1 (0:1) | Юрганов (56), Коржунов (64) — Макурин (57)                                    |
| 31.08.14 | В гостях         | Иртыш              | 0 : 2 (0:1) | Разборов (41), Масловский (88)                                                |
| 10.09.14 | Дома             | Иртыш              | 1 : 2 (0:1) | Ерлин (51 с пен.) — Осипенко (3), Мацюра (68)                                 |
| 23.09.14 | Дома             | Томь-2             | 1 : 1 (1:1) | Ерлин (39 с пен.) — Сасин (10)                                                |
| 30.09.14 | В гостях         | Чита               | 0 : 2 (0:1) | Подпругин (4), Гаврюш (74)                                                    |
| 03.10.14 | В гостях         | Байкал             | 1 : 3 (1:2) | Кувшинов (38) — Изотов (14), Галин (44 с пен.), Богданов (74)                 |
| 10.10.14 | Дома             | Смена              | 0 : 1 (0:1) | Соколов (37)                                                                  |
| 13.10.14 | Дома             | Якутия             | 2 : 1 (0:1) | Гусев (77 с пен.), Сергеев (90) — Мальцев (44)                                |
| 20.10.14 | В гостях         | Металлург          | 0 : 1 (0:1) | Волгин (31 с пен.)                                                            |
| 23.10.14 | В гостях         | Динамо             | 2 : 4 (2:3) | Сергеев (38), Кувшинов (40) — Первушин (11, 81), Завьялов (25 с пен., 32)     |
| 22.04.15 | Дома             | Металлург          | 0 : 3 (0:2) | Ерусланов (20), Мильдзихов (32), Агеев (90+3)                                 |
| 25.04.15 | Дома             | Динамо             | 3 : 1 (2:0) | Ян (24), Кувшинов (29), Первов (84) — Старков (81)                            |
| 02.05.15 | В гостях         | Смена              | 1 : 1 (0:0) | Кувшинов (60) — Яшан (47)                                                     |
| 05.05.15 | В гостях         | Якутия             | 5 : 1 (1:0) | В.Сергеев (7, 84), Коржунов (51), Юрганов (66), Овсепян (90) — Амирханов (70) |
| 12.05.15 | Дома             | Чита               | 0 : 1 (0:1) | Рябованов (27)                                                                |
| 15.05.15 | Дома             | Байкал             | 1 : 1 (0:0) | Юрганов (52) — Машнев (62)                                                    |
| 25.05.15 | В гостях         | Томь-2             | 1 : 3 (0:2) | Ерлин (73 с пен.) — Сазонов (20, 32), Аксанов (53)                            |
| 04.06.15 | В гостях         | Иртыш              | 0 : 0       | Ерлин 2', (пен.)                                                              |

| М | Команда                      | И  | В  | Н  | П  | Мячи    | ±   | О  | Примечания             |
| - | ---------------------------- | -- | -- | -- | -- | ------- | --- | -- | ---------------------- |
| 1 | Байкал (Иркутск)             | 24 | 11 | 11 | 2  | 37 − 18 | +19 | 44 | Выход в Первенство ФНЛ |
| 2 | Иртыш (Омск)                 | 24 | 12 | 7  | 5  | 35 − 17 | +18 | 43 |                        |
| 3 | Металлург (Новокузнецк)      | 24 | 11 | 10 | 3  | 38 − 19 | +19 | 43 |                        |
| 4 | Смена (Комсомольск-на-Амуре) | 24 | 10 | 8  | 6  | 25 − 20 | +5  | 38 |                        |
| 5 | Чита (Чита)                  | 24 | 10 | 6  | 8  | 27 − 30 | −3  | 36 |                        |
| 6 | Динамо (Барнаул)             | 24 | 10 | 4  | 10 | 43 − 39 | +4  | 34 |                        |
| 7 | Якутия (Якутск)              | 24 | 6  | 2  | 16 | 28 − 47 | −19 | 20 |                        |
| 8 | Сибирь-2 (Новосибирск)       | 24 | 5  | 5  | 14 | 27 − 40 | −13 | 20 |                        |
| 9 | Томь-2 (Томск)               | 24 | 5  | 3  | 16 | 25 − 55 | −30 | 18 | Выбывание в ЛФЛ        |

И — игры, В — выигрыши, Н — ничьи, П — проигрыши, Мячи — забитые и пропущенные голы, ± — разница голов, О — очки

### Состав
| №  |             | Поз. | Имя              | Год рождения |
| -- | ----------- | ---- | ---------------- | ------------ |
| 1  | Флаг России | Вр   | Владислав Иванов | 1997         |
| 25 | Флаг России | Вр   | Игорь Крикун     | 1994         |
| 2  | Флаг России | Защ  | Вадим Кулев      | 1995         |
| 3  | Флаг России | Защ  | Эдуард Кулев     | 1995         |
| 4  | Флаг России | Защ  | Вячеслав Шишкин  | 1993         |
| 5  | Флаг России | Защ  | Антон Кушнирук   | 1995         |
| 18 | Флаг России | Защ  | Игорь Юрганов    | 1993         |
|    | Флаг России | Защ  | Кирилл Миронов   | 1996         |
|    | Флаг России | Защ  | Дмитрий Осипов   | 1996         |
| 7  | Флаг России | ПЗ   | Артём Коржунов   | 1995         |
| 8  | Флаг России | ПЗ   | Виталий Ян       | 1994         |
| 9  | Флаг России | ПЗ   | Артём Гончаров   | 1995         |
| 11 | Флаг России | ПЗ   | Роман Парфинович | 1994         |

| №  |             | Поз. | Имя               | Год рождения |
| -- | ----------- | ---- | ----------------- | ------------ |
| 12 | Флаг России | ПЗ   | Алексей Кувшинов  | 1992         |
| 17 | Флаг России | ПЗ   | Никита Ерлин      | 1995         |
| 22 | Флаг России | ПЗ   | Владимир Пашкевич | 1996         |
| 23 | Флаг России | ПЗ   | Эдгар Ерицян      | 1994         |
| 29 | Флаг России | ПЗ   | Илья Антропов     | 1997         |
| 33 | Флаг России | ПЗ   | Максим Гусев      | 1994         |
| 44 | Флаг России | ПЗ   | Андрей Первов     | 1995         |
| 91 | Флаг России | ПЗ   | Денис Миронов     | 1994         |
|    | Флаг России | ПЗ   | Сергей Шаповалов  | 1995         |
|    | Флаг России | ПЗ   | Матвей Шевцов     | 1996         |
| 28 | Флаг России | Нап  | Геннадий Вологдин | 1994         |
| 15 | Флаг России | Нап  | Богдан Ольбрехт   | 1996         |
| 14 | Флаг России | Нап  | Виктор Сергеев    | 1993         |

Тренер
Главный тренер — Сергей Вылежанин